# 333P/LINEAR
333P/LINEAR est une comète périodique du système solaire, découverte le 4 novembre 2007 par le programme LINEAR.